# 那羅法曲
〈那羅法曲〉，為佛法题材的古琴曲，仅見於清代光緒十九年僧人释空尘所撰辑的《枯木禅琴谱》。

## 記載
《枯木禅琴谱》中〈那羅法曲〉的后记原文：「戊子秋，訪友京都閒步旃檀寺，聽喇嘛齊歌梵唄，聲音淸和，詢之左右，知其爲〈那羅法曲〉之遺音。翌午，攜琴復往乞其反之，而後撫絃和之，得譜成曲。即題斯名以紀之，亦効束皙補亡之意，祈諸高明正之。」

## 演奏版本
- 余青欣打譜[3]